# آبشار نوهکالیکای
آبشار نوهکالیکای (به مراتی: नोहकलिकाइ) آبشاری است که در کشور هند واقع شده‌است و بلندترین ریزشگاه آن ۳۳۵ متر ارتفاع دارد. حوضهٔ آبریز این آبشار، رود نوهکالیکای است.